# Randers Open 1979
Die Randers Open 1979 im Badminton fanden vom 9. bis zum 11. November 1979 in Randers statt. Es war die erste Ausgabe der Open Badminton Championships von Randers.

## Finalresultate
| Disziplin    | Sieger                         | Finalist                         | Ergebnis     |
| ------------ | ------------------------------ | -------------------------------- | ------------ |
| Herreneinzel | Flemming Delfs                 | Morten Frost                     | 15-10, 18-15 |
| Dameneinzel  | Verawaty Wiharjo               | Gillian Gilks                    | 11-7, 11-4   |
| Herrendoppel | Steen Skovgaard Flemming Delfs | Christian Hadinata Ade Chandra   | 15-8, 15-12  |
| Damendoppel  | Gillian Gilks Nora Perry       | Verawaty Wiharjo Imelda Wiguna   | 15-4, 15-8   |
| Mixed        | Mike Tredgett Nora Perry       | Christian Hadinata Imelda Wiguna | 15-7, 15-12  |